# 제럴딘 서머빌
제럴딘 서머빌(Geraldine Somerville, 1967년 5월 19일 ~ )은 아일랜드의 배우이다. 해리 포터 영화 시리즈에서 릴리 포터 역할로 등장한다.

## 출연 작품
- 젠틀맨 (2020) - 레이디 프레스필드 역